# Raúl Guglielminetti
Raúl Antonio Guglielminetti (Buenos Aires, 2 de noviembre de 1941) es un exagente de inteligencia argentino que íntegro el Batallón 601 del Ejército Argentino. El 31 de marzo de 2011 fue condenado a 20 años de prisión por delitos de lesa humanidad cometidos durante la última dictadura militar.

## Vocación de espía y represor
A mediados de los años ‘60 fue incorporado como agente civil al Servicio de Inteligencia del Ejército, sin haber pasado por ninguna institución militar, donde usaba el alias de Ángel Rogelio Guastavino y se hacía llamar “Mayor Guastavino”.
Como cobertura para sus tareas como espía tenía carné profesional del diario El Sur Argentino y trabajaba en LU5, una radio de mucha audiencia en Neuquén, como periodista deportivo. Cuando Héctor José Cámpora llegó a la presidencia en marzo de 1973, las agrupaciones peronistas de izquierda tomaron la radio y lo echaron.
Ni su nombre real ni su apodo tuvieron ninguna relevancia hasta el 25 de marzo de 1975 cuando fue contratado por la Universidad Nacional del Comahue. En el legajo de dicha casa de estudios figura que debía cumplir con el “plan de trabajos públicos”. El rector interventor era el rumano Remus Tetu, un anticomunista ferviente que había formado parte del gobierno de ocupación nazi en su país.  Tetu logró que en febrero de 1975 lo designaran como interventor y su primera declaración fue que iba a “depurar” los contenidos académicos de todas las carreras. Ahí Guglielminetti entró en escena, liderando al grupo local de la organización parapolicial Triple A.

## En dictadura
Durante la dictadura militar argentina de (1976-1983)  perteneció al Grupo de Tareas que tenía su base en el centro clandestino de detención conocido como Automotores Orletti, relacionado con operaciones del Plan Cóndor, y bajo el mando de Aníbal Gordon.
El mismo día del golpe militar, el 24 de marzo de 1976, Guglielminetti detuvo al maestro Orlando Balbo, quien bajo las torturas infligidas quedó sordo. Los tormentos los efectuaba en “La Escuelita”, como se denominaba al centro de torturas y exterminio que funcionaba en el Batallón de Ingenieros 188. Balbo salvó su vida gracias a los firmes reclamos del obispo Jaime de Nevares. Pudo salir del país a Italia y posteriormente dar testimonio ante los tribunales.
A partir de 1978, condujo el Grupo de Tareas Exterior (GTE) que organizó la colaboración del régimen militar argentino con la guerra sucia en Centroamérica, conocida como Operación Charlie.
Integró la denominada "Banda de Aníbal Gordon", por lo que fue relacionado con el secuestro y asesinato del empresario y banquero Osvaldo Sivak en 1985.

## En democracia
Recuperada la democracia en la Argentina, llegó a formar parte de la Custodia Presidencial del por entonces flamante presidente Raul Alfonsín, hasta que las fotos fueron conocidas por la opinión pública, luego de lo cual el gobierno radical lo separó de la función;
En 1985 fue detenido a raíz de las denuncias en la Conadep, señalado como integrante de la patota de Automotores Orletti; fue liberado luego de la promulgación de las leyes de Obediencia Debida y Punto Final
Llegó a España acompañado de dos guardaespaldas y con un millón de dólares. Perseguido por los servicios argentinos, alquiló un chalet en la urbanización madrileña de Molino de la Hoz. Alfonsín pidió la colaboración del CNI para apresarlo. Detenido por la PN a instancias del CNI en Málaga, fue extraditado  después de salvar varios trámites jurídicos que lo impedían.
Fue detenido en el aeropuerto madrileño de Barajas con una valija con dinero. Por entonces lo buscaba la Justicia por varios delitos comunes. Seis meses estuvo detenido en España, y fue extraditado a la Argentina. En ese año fueron descubiertas armas y explosivos en su casa de Mercedes, y de nuevo se fugó al exterior. Regresó en 1987 y fue condenado por esa causa y por un robo, en un fallo que unificó la condena a seis años de prisión. En 1991 recuperó la libertad. Por entonces, estaba beneficiado por la ley de obediencia debida en una causa por torturas en Bahía Blanca.
Fue detenido otra vez el 27 de noviembre de 1991, en la causa por la muerte del empresario Emilio Naum, asesinado al resistirse a un intento de secuestro el 22 de junio de 1984, el único crimen del que fue acusado y que no cometió. La Justicia determinó más adelante que Naum había sido víctima del Clan Puccio, con el que Guglielminetti no tenía relación.
Ha sido vinculado al tráfico de armas y de drogas.
El 9 de agosto de 2006 fue detenido para ser procesado por delitos de lesa humanidad cometidos durante la dictadura, y condenado a 20 años de prisión el 30 de marzo de 2011 por sentencia que no se encuentra firme.
En 2020, el Tribunal Oral Federal de Neuquén le otorgó la prisión domiciliaria, pero la Cámara Federal de Casación Penal anuló el fallo considerando que la edad de Guglielminetti no era un argumento suficiente debido a la peligrosidad que había mostrado a lo largo de su vida.

## En la cultura popular
Un personaje de la película Los espíritus patrióticos (1989), el calvo y sardónico agente de inteligencia Dante Gigliotti, comisionado por villanos fantasmales de la historiografía argentina para devolverlos al poder desde los círculos de su propio infierno y luego descubierto en fotos junto a diversos presidentes argentinos, está basado evidentemente sobre el biografiado.